# 脫北者關注組
脫北者關注組（英語：North Korean Defectors Concern）由一群香港人組成，成立於2012年6月。脫北者關注組的成立旨在提高香港人對北韓人權和脫北者的關注，已停止運作。

## 活動
關注組曾在2013年8月舉辦北韓人權電影節，邀請到北逃及冬日蝶導演金泰均，分享他在北韓的生活、逃出北韓的經過和拍攝人權電影的經歷。

## 外部連結
- 脫北者關注組網站
- 脫北者關注組FACEBOOK專頁 （页面存档备份，存于）
- 脫北者關注組TWITTER （页面存档备份，存于）
- 脫北者關注組YOUTUBE頻道 （页面存档备份，存于）